# Stentjärnen (Mora socken, Dalarna, 683299-140629)
Stentjärnen är en sjö i Mora kommun i Dalarna och ingår i Ljusnans huvudavrinningsområde.